# Distretto di Bùrėghangaj
Il distretto di Bùrėghangaj è uno dei sedici distretti (sum) in cui è suddivisa la provincia di Bulgan, in Mongolia. Conta una popolazione di 2.406 abitanti (censimento 2009). 